# Hermann Schwarz (filosof)
Hermann Schwarz, född den 22 december 1864 i Düren, död den 12 december 1951 i Darmstadt, var en tysk filosof.
Schwarz blev privatdocent i Halle 1894, extra ordinarie professor i Marburg 1908 och ordinarie i Greifswald 1910 (emeritus 1938). Hans ståndpunkt var en kritisk realism, delvis påverkad av Uphues. Han bekämpade kraftigt determinismen och tillmätte viljan en förmåga att fritt välja mellan motiven. Det sedliga livets axiom är enligt honom: viljandet av det egna personvärdet står högre än hänsyn till de egna tillstånden, och viljandet av religiösa, sociala och ideella värden, som avser andra personer, står högre än de egna värdena. 
Bland hans många skrifter märks: Das Wahrnehmungsproblem vom Standpunkts des Physikers, des Psychologen und des Philosophen (1891), Was will der kritische Realismus? (1894), Psychologie des Willens (1900), Das sittliche Leben (1901), Glück und Sittlichkeit (1902), Der Materialismus, als Weltanschauung und Geschichtsprinzip (1904; 2:a utvidgade upplagan 1912 under titeln Grundfragen der Weltanschauung) med flera. Schwarz utgav från 1906 "Zeitschrift für Philosophie und philosophische Kritik".